# Ephestia
Ephestia är ett släkte av fjärilar som beskrevs av Achille Guenée 1845. Ephestia ingår i familjen mott.

## Bildgalleri

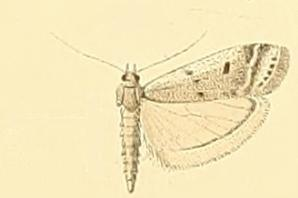

## Dottertaxa tillEphestia, i alfabetisk ordning[1][2]
- Ephestia abnormalella
- Ephestia affusella
- Ephestia alba
- Ephestia albida
- Ephestia amarella
- Ephestia angusta
- Ephestia aquella
- Ephestia bengasiella
- Ephestia bimaculatella
- Ephestia capricola
- Ephestia columbiella
- Ephestia cypriusella
- Ephestia disparella
- Ephestia disputella
- Ephestia elutea
- Ephestia elutella
- Ephestia fredi
- Ephestia fuscofasciella
- Ephestia gilvella
- Ephestia gitonella
- Ephestia glycyphloeas
- Ephestia icosiella
- Ephestia immodestella
- Ephestia infumatella
- Ephestia inquietella
- Ephestia intermediella
- Ephestia ischnomorpha
- Ephestia kuehniella
- Ephestia kuhniella
- Ephestia laetella
- Ephestia mediterranella
- Ephestia metoenella
- Ephestia mistralella
- Ephestia modestella
- Ephestia moebiusi
- Ephestia nigra
- Ephestia parasitella
- Ephestia pelopis
- Ephestia pterogrisella
- Ephestia quadriguttella
- Ephestia rectifasciella
- Ephestia rectivittella
- Ephestia rhenanella
- Ephestia roxburghii
- Ephestia rubrimediella
- Ephestia rufa
- Ephestia scotella
- Ephestia semicostella
- Ephestia semirufa
- Ephestia sericarium
- Ephestia suffusella
- Ephestia superbella
- Ephestia tephrinella
- Ephestia unicolorella
- Ephestia uniformata
- Ephestia welseriella
- Ephestia vitivora
- Ephestia woodiella